# Saint-Séglin
Saint-Séglin is een gemeente in het Franse departement Ille-et-Vilaine (regio Bretagne) en telt 433 inwoners (1999). De plaats maakt deel uit van het arrondissement Redon.

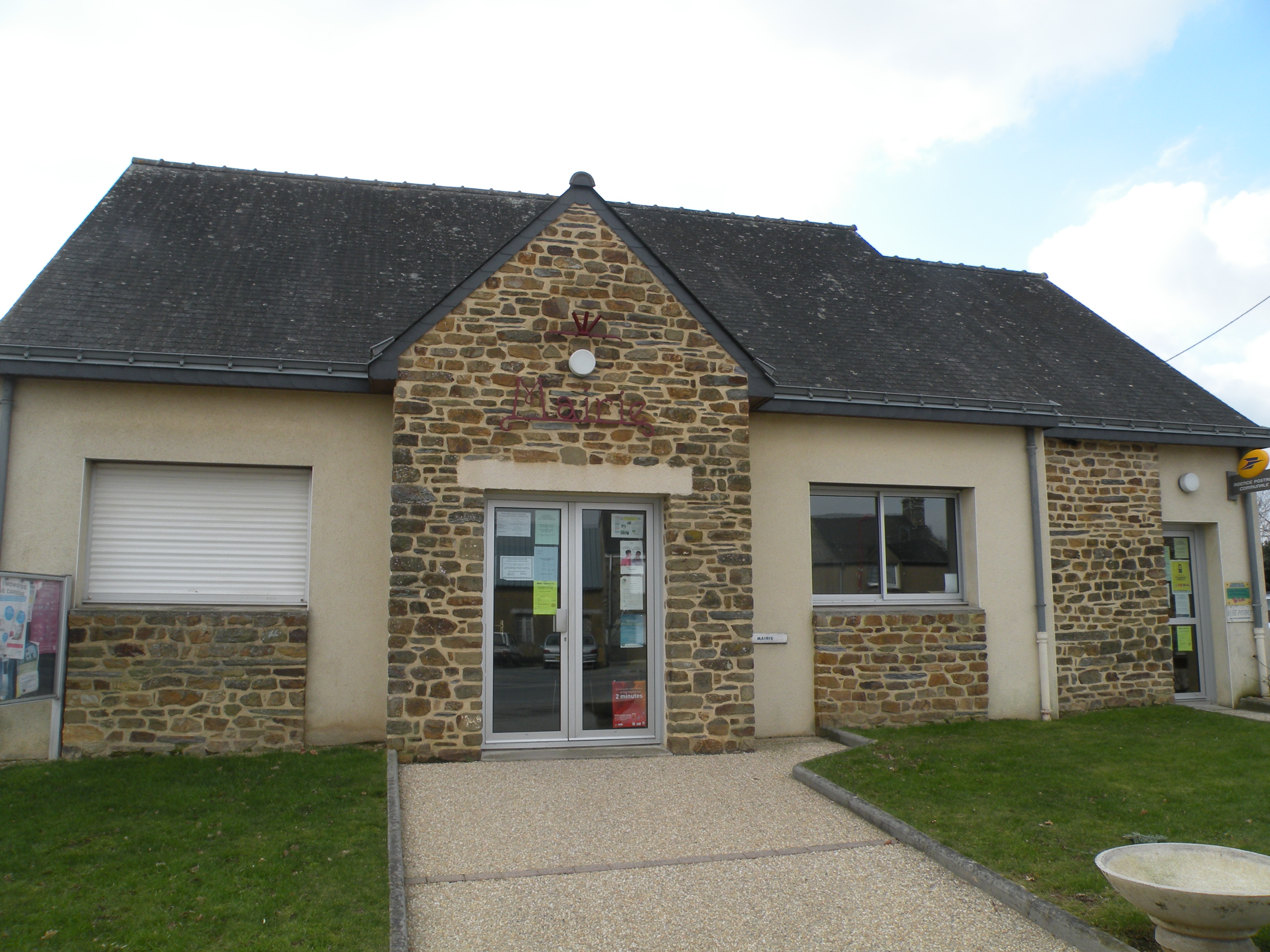
Gemeentehuis
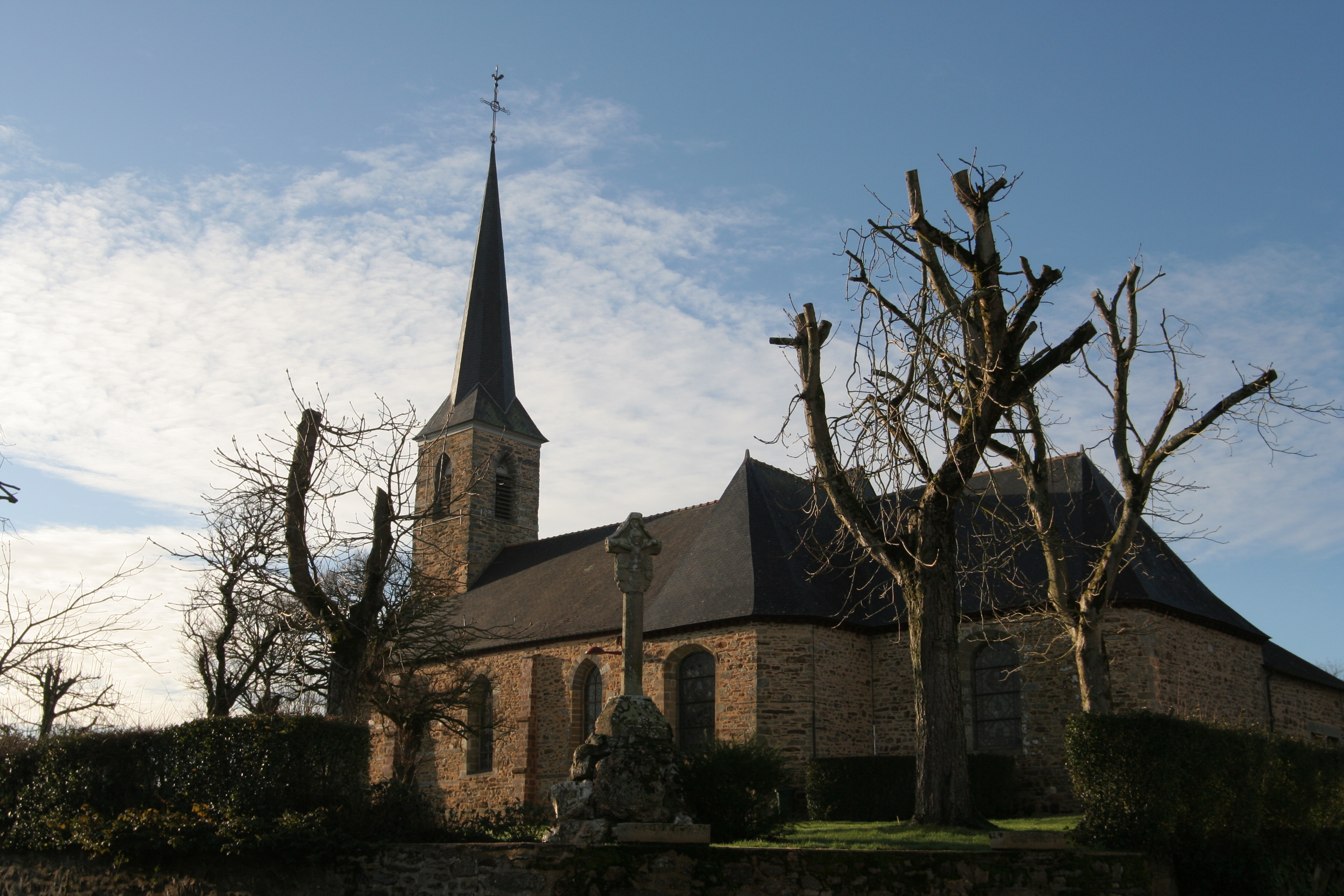
Kerk van Saint-Séglin

## Geografie
De oppervlakte van Saint-Séglin bedraagt 9,3 km², de bevolkingsdichtheid is 46,6 inwoners per km².
De onderstaande kaart toont de ligging van Saint-Séglin met de belangrijkste infrastructuur en aangrenzende gemeenten.

## Demografie
Onderstaande figuur toont het verloop van het inwonertal (bron: INSEE-tellingen).

1. ↑  Populations de référence 2022.